# Cinéfondation
Créée en 1998 à l'initiative de Gilles Jacob, la Cinéfondation, parfois appelée « tête chercheuse » du Festival de Cannes, est consacrée à la jeunesse de la création cinématographique.
A travers trois principales actions, elle soutient les projets de films des jeunes réalisateurs internationaux, de l'écriture du scénario à la reconnaissance sur la scène internationale, en passant par la recherche de financements :
- La Sélection : une vingtaine de films d’écoles présentés en Sélection officielle à Cannes.
- La Résidence: 12 réalisateurs par an invités à Paris pour écrire pendant quatre mois et demi leur scénario de premier ou second long métrage.
- L’Atelier : 15 cinéastes invités à rencontrer les professionnels du cinéma à Cannes afin de compléter le financement de leurs projets de films.

## La Sélection
Créée en 1998 à l'initiative de Gilles Jacob pour la recherche de nouveaux talents, la Cinéfondation, parfois appelée « tête chercheuse » du Festival de Cannes, sélectionne chaque année quinze à vingt courts et moyens métrages présentés par des écoles de cinéma du monde entier,.
La Sélection de la Cinéfondation est un volet de la Sélection officielle du Festival de Cannes.
Le Jury de la Cinéfondation, qui est aussi celui des courts métrages en compétition, décerne un prix aux trois meilleurs films d’école sélectionnés lors d'une cérémonie officielle à Cannes,.
Chaque année, plus de 2 000 films d'étudiants parviennent à la Cinéfondation, témoins de la diversité et du dynamisme de la jeune création cinématographique internationale. Depuis 1998, plus de 400 films en provenance de plus d'une centaine d'écoles dans le monde ont été sélectionnés.
En 2019, Louise Courvoisier est la première étudiante d'une école de cinéma française, La CinéFabrique (École Nationale Supérieure de Cinéma), à décrocher le premier prix de la Cinéfondation,.
La Sélection de la Cinéfondation est présentée au Palais des Festivals, dans la salle Buñuel.

### Les films

#### 1998
| Titre                  | Réalisation        | École                                                          | Pays               |
| ---------------------- | ------------------ | -------------------------------------------------------------- | ------------------ |
| Blue City              | David Birdsell     | University of Southern California (USC)                        | États-Unis         |
| Deer Men               | Saara Saarela      | University of Art and Design Helsinki (UIAH)                   | Finlande           |
| Die Weiche             | Kris Krikellis     | Hochschule für Musik und Darstellende Kunst (HFMDK)            | Autriche           |
| Doom and Gloom         | John Mc Kay        | National Film and Television School (NFTS)                     | Royaume-Uni        |
| Fotograf               | Alexander Kott     | Russian State Institute of Cinematography (VGIK)               | Russie             |
| Inside the Boxes       | Mirjam Kubescha    | Hochschule für Film und Fernsehen (HFF)                        | Allemagne          |
| Jakub                  | Adam Guzinski      | The National Film, Television and Theatre School (PWSFTVIT)    | Pologne            |
| Kal                    | Ivailo Simidchiev  | National Academy for Theatre and Film Arts                     | Bulgarie           |
| Leto-Cas Dlouhych Letu | Ramunas Greicius   | Academy of Performing Arts - Film and Television School (FAMU) | République tchèque |
| Mangwana               | Emmanuel Kurewa    | National Film and Television School (NFTS)                     | Royaume-Uni        |
| One Eye                | Liana Dognini      | National Film and Television School (NFTS)                     | Royaume-Uni        |
| Ratapenkan Ruusu       | Hanna Miettinen    | University of Art and Design Helsinki (UIAH)                   | Finlande           |
| Sentieri Selvaggi      | Susanna Grigoletto | Hochschule für Film und Fernsehen (HFF)                        | Allemagne          |
| The First Sin          | Fahimeh Sorkhabi   | Jozan Film Animation Workshop                                  | Iran               |
| The Sheep Thief        | Asif Kapadia       | Royal College of Art                                           | Royaume-Uni        |

#### 1999
| Titre                             | Réalisation       | École                                                                       | Pays               |
| --------------------------------- | ----------------- | --------------------------------------------------------------------------- | ------------------ |
| Babalon (Baballoon)               | Michal Zabka      | Academy of Performing Arts - Film and Television School (FAMU)              | République tchèque |
| Cambi E Scambi                    | Donata Pizzato    | Civica Scuola di Tecniche Cinetelevisive                                    | Italie             |
| Der Linkshander (The Lefthander)  | Iouri Kouzine     | Russian State Institute of Cinematography (VGIK)                            | Russie             |
| Dimanche                          | Fabrice Aragno    | Département Audiovisuel de l'École d'Art de Lausanne (ECAL/DAVI)            | Suisse             |
| En God Dag At Go                  | Bo Hagen Clausen  | Den Dankse Filmskole - The National Film School of Denmark                  | Danemark           |
| Germania                          | Kris Krikellis    | Hochschule für Musik und Darstellende Kunst (HFMDK)                         | Autriche           |
| Im Hukim                          | Dover Kosashvili  | Tel-Aviv University                                                         | Israël             |
| Inter-view                        | Jessica Hausner   | Hochschule für Musik und Darstellende Kunst (HFMDK)                         | Autriche           |
| Ked Nie, Tak Nie (If Not, So Not) | Vladimir Kral     | The Academy of Music and Dramatic Arts - Film and Television Faculty (VSMU) | Slovaquie          |
| La Puce                           | Emmanuelle Bercot | La Fémis                                                                    | France             |
| Layover                           | Ko-Shang Shen     | The National Taiwan College of Arts                                         | Taïwan             |
| Milk                              | Mairi Cameron     | The Australian Film, Television & Radio School (AFTRS)                      | Australie          |
| Runt                              | Jesse Lawrence    | National Film and Television School (NFTS)                                  | Royaume-Uni        |
| Ryba 073                          | Vaclav Svankmajer | Academy of Performing Arts - Film and Television School (FAMU)              | République tchèque |
| Second Hand                       | Emily Young       | National Film and Television School (NFTS)                                  | Royaume-Uni        |
| The Clock                         | Noah Laracy       | University of Southern California (USC)                                     | États-Unis         |
| The Execution                     | In-Kyun Lee       | Korean National University of Arts                                          | Corée du Sud       |
| Waxandwane                        | Axel Koenzen      | Deutsche Film und Fernsehakademie Berlin (DFFB)                             | Allemagne          |
| Wojtek                            | David Turner      | The National Film, Television and Theatre School (PWSFTVIT)                 | Pologne            |
| Yumeji Ningyo                     | Tatsuji Yamazaki  | Nihon University                                                            | Japon              |

#### 2000-2009
| Titre                                             | Réalisation                  | École                                                       | Pays        |
| ------------------------------------------------- | ---------------------------- | ----------------------------------------------------------- | ----------- |
| Cuoc Xe Dem (Course de Nuit)                      | Chuyên Bui Thac              | The Hanoi Academy of Theatre and Cinema                     | Viêt Nam    |
| De Janela Pro Cinema                              | Quiá Rodrigues               | Universidade Estacio De São Paulo de Cinema                 | Brésil      |
| Five Feet High and Rising                         | Peter Sollett                | New York University -TISCH School of the Arts               | États-Unis  |
| Indien (India)                                    | Pernille Fischer Christensen | Den Dankse Filmskole - The National Film School of Denmark  | Danemark    |
| Ino O Utsu (Shoot the Dog)                        | Ariko Kimura                 | The Film School of Tokyo                                    | Japon       |
| Kinu'ach (Dessert)                                | Amit Sakomski                | Tel-Aviv University                                         | Israël      |
| Kiss It Up To God (A la grâce de Dieu)            | Caran Hartsfield             | New York University -TISCH School of the Arts               | États-Unis  |
| Le vent souffle où il veut                        | Claire Doyon                 | La Fémis                                                    | France      |
| Leben 1,2,3                                       | Michael Schorr               | Hochschule für Film und Fernsehen (HFF)                     | Allemagne   |
| Ne Upusite Ubijtsu (Don't Miss the Killer)        | Anastas Charalampidis        | Russian State Institute of Cinematography (VGIK)            | Russie      |
| Nocturnal                                         | Anna Viduleja                | National Film and Television School (NFTS)                  | Royaume-Uni |
| Respirar (Debaixo d'Agua) (Respirer (sous l'eau)) | António Ferreira             | ESTC - HFF KONRAD WOLF - DFFB                               | Portugal    |
| Wniebowstapienie (Ascension)                      | Malgoska Szumowska           | The National Film, Television and Theatre School (PWSFTVIT) | Pologne     |

### Les jurys

#### 1998
|  | Nom                                    | Qualité                         | Nationalité |
|  | -------------------------------------- | ------------------------------- | ----------- |
|  | Jean-Pierre Jeunet (président du jury) | Réalisateur                     | France      |
|  | Emmanuelle Béart                       | Actrice                         | France      |
|  | Ángela Molina                          | Actrice                         | Espagne     |
|  | Arnaud Desplechin                      | Réalisateur, acteur, scénariste | France      |
|  | Jaco Van Dormael                       | Réalisateur                     | Belgique    |

#### 1999
|  | Nom                                   | Qualité                             | Nationalité |
|  | ------------------------------------- | ----------------------------------- | ----------- |
|  | Thomas Vinterberg (président du jury) | Réalisateur                         | Danemark    |
|  | Walter Salles                         | Réalisateur                         | Brésil      |
|  | Virginie Ledoyen                      | Actrice                             | France      |
|  | Greta Scacchi                         | Actrice                             | Italie      |
|  | Cédric Klapisch                       | Réalisateur, scénariste, producteur | France      |

#### 2000-2009
|  | Nom                                              | Qualité                                | Nationalité |
|  | ------------------------------------------------ | -------------------------------------- | ----------- |
|  | Jean-Pierre et Luc Dardenne (présidents du jury) | Réalisateurs, scénaristes, producteurs | Belgique    |
|  | Francesca Comencini                              | Réalisatrice                           | Italie      |
|  | Claire Denis                                     | Réalisatrice                           | France      |
|  | Mira Sorvino                                     | Actrice                                | États-Unis  |
|  | Abderrahmane Sissako                             | Réalisateur, scénariste, producteur    | Mauritanie  |

|  | Nom                             | Qualité                             | Nationalité |
|  | ------------------------------- | ----------------------------------- | ----------- |
|  | Erick Zonca (président du jury) | Réalisateur                         | France      |
|  | Samira Makhmalbaf               | Réalisatrice                        | Iran        |
|  | Rithy Panh                      | Réalisateur, scénariste, producteur | Cambodge    |
|  | Valeria Bruni Tedeschi          | Actrice                             | Italie      |
|  | Lynne Ramsay                    | Réalisatrice                        | Royaume-Uni |

|  | Nom                                 | Qualité                                  | Nationalité |
|  | ----------------------------------- | ---------------------------------------- | ----------- |
|  | Martin Scorcese (président du jury) | Réalisateur, acteur, producteur exécutif | États-Unis  |
|  | Judith Godrèche                     | Actrice                                  | France      |
|  | Jan Schütte                         | Réalisateur                              | Allemagne   |
|  | Abbas Kiarostami                    | Acteur, réalisateur                      | Iran        |
|  | Tilda Swinton                       | Actrice                                  | Royaume-Uni |

|  | Nom                                | Qualité                    | Nationalité        |
|  | ---------------------------------- | -------------------------- | ------------------ |
|  | Emir Kusturica (président du jury) | Réalisateur                | Bosnie-Herzégovine |
|  | Zabou Breitman                     | Actrice, réalisatrice      | France             |
|  | Mary Lea Bandy                     | Directrice patrimoine MoMA | États-Unis         |
|  | Ingeborga Dapkūnaitė               | Actrice                    | Lituanie           |
|  | Michel Ocelot                      | Réalisateur                | France             |

|  | Nom                                  | Qualité                           | Nationalité |
|  | ------------------------------------ | --------------------------------- | ----------- |
|  | Nikita Mikhalkov (président du jury) | Réalisateur                       | Russie      |
|  | Nury Bilge Ceylan                    | Réalisateur, photographe          | Turquie     |
|  | Nicole Garcia                        | Actrice, réalisatrice, scénariste | France      |
|  | Marisa Paredes                       | Actrice                           | Espagne     |
|  | Pablo Trapero                        | Réalisateur                       | Argentine   |

|  | Nom                             | Qualité                         | Nationalité |
|  | ------------------------------- | ------------------------------- | ----------- |
|  | Edward Yang (président du jury) | Acteur, réalisateur, scénariste | Taïwan      |
|  | Yousry Nasrallah                | Réalisateur                     | Égypte      |
|  | Sylvie Testud                   | Actrice                         | France      |
|  | Chantal Akerman                 | Réalisatrice                    | Belgique    |
|  | Colin MacCabe                   | Critique et écrivain            | Royaume-Uni |

|  | Nom                                      | Qualité                             | Nationalité |
|  | ---------------------------------------- | ----------------------------------- | ----------- |
|  | Andreï Kontchalovsky (président du jury) | Réalisateur                         | Russie      |
|  | Sandrine Bonnaire                        | Actrice                             | France      |
|  | Daniel Brühl                             | Acteur                              | Allemagne   |
|  | Souleymane Cissé                         | Acteur, réalisateur                 | Mali        |
|  | Tim Burton                               | Réalisateur, scénariste, producteur | États-Unis  |
|  | Zbigniew Preisner                        | Compositeur de musique de films     | Pologne     |

|  | Nom                             | Qualité                             | Nationalité |
|  | ------------------------------- | ----------------------------------- | ----------- |
|  | Jia Zhangke (président du jury) | Réalisateur, scénariste, producteur | Chine       |
|  | Dominik Moll                    | Réalisateur                         | Allemagne   |
|  | Niki Karimi                     | Actrice, réalisatrice, photographe  | Iran        |
|  | Deborah Landis                  | Costumière                          | États-Unis  |
|  | Jean-Marie Gustave Le Clézio    | Écrivain                            | France      |

|  | Nom                                 | Qualité                 | Nationalité |
|  | ----------------------------------- | ----------------------- | ----------- |
|  | Hou Hsiao-Hsien (président du jury) | Réalisateur             | Taïwan      |
|  | Olivier Assayas                     | Réalisateur, scénariste | France      |
|  | Susanne Bier                        | Réalisatrice            | Danemark    |
|  | Marina Hands                        | Actrice                 | France      |
|  | Laurence Kardish                    | Conservateur MoMA       | États-Unis  |

|  | Nom                              | Qualité                 | Nationalité |
|  | -------------------------------- | ----------------------- | ----------- |
|  | John Boorman (président du jury) | Réalisateur, acteur     | Royaume-Uni |
|  | Bertrand Bonnello                | Réalisateur, scénariste | France      |
|  | Férid Boughedir                  | Réalisateur, scénariste | Tunisie     |
|  | Leonor Silveira                  | Actrice                 | Portugal    |
|  | Zhang Ziyi                       | Actrice                 | Chine       |

#### 2010-2019
|  | Nom                             | Qualité                 | Nationalité |
|  | ------------------------------- | ----------------------- | ----------- |
|  | Atom Egoyan (président du jury) | Réalisateur, producteur | Égypte      |
|  | Emmanuelle Devos                | Actrice                 | France      |
|  | Carlos Diegues                  | Réalisateur             | Brésil      |
|  | Dinara Droukarova               | Actrice                 | Russie      |
|  | Marc Recha                      | Réalisateur             | Catalogne   |

|  | Nom                               | Qualité                           | Nationalité |
|  | --------------------------------- | --------------------------------- | ----------- |
|  | Michel Gondry (président du jury) | Réalisateur                       | France      |
|  | João Pedro Rodrigues              | Réalisateur                       | Portugal    |
|  | Jessica Hausner                   | Réalisatrice, actrice, scénariste | Autriche    |
|  | Corneliu Porumboiu                | Réalisateur                       | Roumanie    |
|  | Julie Gayet                       | Actrice, productrice              | France      |

|  | Nom                                      | Qualité                             | Nationalité |
|  | ---------------------------------------- | ----------------------------------- | ----------- |
|  | Jean-Pierre Dardenne (président du jury) | Réalisateur, scénariste, producteur | Belgique    |
|  | Karim Aïnouz                             | Réalisateur                         | Brésil      |
|  | Emmanuel Carrère                         | Écrivain, réalisateur               | France      |
|  | Arsinée Khanjian                         | Actrice                             | Liban       |
|  | Yu Lik-Wai                               | Réalisateur                         | Chine       |

#### 2020
|  | Karim Aïnouz     | Réalisateur           | Brésil |
|  | Emmanuel Carrère | Écrivain, réalisateur | France |
|  | Arsinée Khanjian | Actrice               | Liban  |
|  | Yu Lik-Wai       | Réalisateur           | Chine  |

### Les prix

#### 1998
| Prix           | Titre           | Réalisation     | École                                                       | Pays        |
| -------------- | --------------- | --------------- | ----------------------------------------------------------- | ----------- |
| Premier Prix   | Jakub           | Adam Guzinski   | The National Film, Television and Theatre School (PWSFTVIT) | Pologne     |
| Deuxième Prix  | The Sheep Thief | Asif Kapadia    | Royal College of Art                                        | Royaume-Uni |
| Troisième Prix | Mangwana        | Emmanuel Kurewa | National Film and Television School (NFTS)                  | Royaume-Uni |

#### 1999
| Prix                   | Titre            | Réalisation       | École                                                      | Pays        |
| ---------------------- | ---------------- | ----------------- | ---------------------------------------------------------- | ----------- |
| Premier Prix           | Second Hand      | Emily Young       | National Film and Television School (NFTS)                 | Royaume-Uni |
| Deuxième Prix ex aequo | Im Hukim         | Dover Kosashvili  | Tel-Aviv University                                        | Israël      |
| Deuxième Prix ex aequo | La Puce          | Emmanuelle Bercot | La Fémis                                                   | France      |
| Troisième Prix         | En God Dag At Go | Bo Hagen Clausen  | Den Dankse Filmskole - The National Film School of Denmark | Danemark    |

#### 2000-2009
| Prix                    | Titre                                  | Réalisation                  | École                                                      | Pays       |
| ----------------------- | -------------------------------------- | ---------------------------- | ---------------------------------------------------------- | ---------- |
| Premier Prix            | Five Feet High and Rising              | Peter Sollett                | New York University -TISCH School of the Arts              | États-Unis |
| Deuxième Prix ex aequo  | Kiss It Up To God (A la grâce de Dieu) | Caran Hartsfield             | New York University -TISCH School of the Arts              | États-Unis |
| Deuxième Prix ex aequo  | Kinu'ach (Dessert)                     | Amit Sakomski                | Tel-Aviv University                                        | Israël     |
| Troisième Prix ex aequo | Indien (India)                         | Pernille Fischer Christensen | Den Dankse Filmskole - The National Film School of Denmark | Danemark   |
| Troisième Prix ex aequo | Cuoc Xe Dem (Course de Nuit)           | Chuyên Bui Thac              | The Hanoi Academy of Theatre and Cinema                    | Viêt Nam   |

## La Résidence
Depuis 2000, La Résidence du Festival accueille chaque année à Paris une douzaine de jeunes réalisateurs étrangers qui travaillent sur leur projet de premier ou deuxième long métrage de fiction, en deux sessions d'une durée de quatre mois et demi. Elle met à la disposition des réalisateurs sélectionnés, un lieu de résidence au cœur de Paris, un programme personnalisé d'accompagnement dans l'écriture de leur scénario et un programme collectif de rencontres avec des professionnels du cinéma.
Les résidents bénéficient également :
- d'une bourse de 800 euros par mois ;
- d'un accès gratuit à un grand nombre de salles de cinéma parisiennes ;
- de cours de français ;
- de la possibilité d'assister à des festivals pendant leur séjour.

La sélection des résidents par un jury, présidé par un réalisateur ou une personnalité du cinéma, se fonde sur la qualité des courts-métrages - ou du premier long métrage - déjà réalisés, sur l'intérêt du projet de long métrage en cours d'écriture et sur la motivation du candidat.
Depuis sa création en 2000, la Résidence a accueilli plus de 200 cinéastes en provenance d'une soixantaine de pays. Plus de 60 % des cinéastes issus de cette "Villa Médicis" du cinéma ont réalisé leur film.
| Sessions | Périodes                           | Président          | Participants |
| -------- | ---------------------------------- | ------------------ | --- |
| 1        | 16 octobre 2000 - 24 février 2001  | Olivier Assayas    | Caran Hartsfield, Marcell Ivanyi, Hanna Miettinen, Peter Sollett, Rachel Tillotson, Emily Young                                  |
| 2        | 1er mars 2001 - 15 juillet 2001    | Olivier Assayas    | Laurie Collyer, Maximiliano Lemcke Gonzalez, Iwona Siekierzynska, Ilgon Song, Djamshed Usmonov, Ken Yunome                       |
| 3        | 1er octobre 2001 - 13 février 2002 | Pascale Ferrand    | Newton Aduaka, Piotr Kielar, Lucrecia Martel, Michelange Quay, Aleksi Salmenperä, Nariman Turebayev                              |
| 4        | 21 février 2002 - 30 juin 2002     | Costa-Gavras       | Alicia Duffy, Jens Jonsson, Emmanuel Kurewa, Sergeï Luchishin, Franco De Peña, Heng Tang                                         |
| 5        | 1er octobre 2002 - 12 février 2003 | André Delvaux      | Ewa Banaszkiewicz, Edgar Bartenev, Anastas Charalampidis, Marc Hartmann, Diego Lerman, John Shank                                |
| 6        | 27 février 2003 - 11 juillet 2003  | Francis Girod      | Brahim Fritah, Vimukthi Jayasundara, Santiago Loza, Cath Le Couteur, Jinoh Park, Ulises Rosell, Dong-Il Shin                     |
| 7        | 1er octobre 2003 - 11 février 2004 | Claire Denis       | Veronica Chen, Kornél Mundruczó, Stephen Ellis, Karim Aïnouz, Marta Parlatore, Jacob Tschernia, Kirsi Marie Liimatainen          |
| 8        | 27 février 2004 - 10 juillet 2004  | Arnaud Desplechin  | Hadar Friedlich, Céline Macherel, Vladimir Perišić, Jaime Rosales, Dorothée Van Den Berghe, Wang Bing                            |
| 9        | 1er octobre 2004 - 12 février 2005 | Marion Vernoux     | Tawfik Abu Wael, Celia Galan Julve, Brendan Grant, Nadine Labaki, Josué Méndez, Slava Ross                                       |
| 10       | 28 février 2005 - 10 juillet 2005  | Santiago Amigorena | Hernán Belón, Jukka-Pekka Valkeapää, Noam Kaplan, Jeffrey St. Jules, Corneliu Porumboiu, Eduardo Valente                         |
| 11       | 3 octobre 2005 - 12 février 2006   | Christine Laurent  | Kim Hee-Jung, Raya Martin, Sameh Zoabi, Ben Hackworth, Santiago Palavecino, Mark Walker                                          |
| 12       | 28 février 2006 - 10 juillet 2006  | Bruno Dumont       | Pablo Agüero, Amat Escalante, Kit Hui, Abay Kulbayev, Marianela Maldonado, Lucía Puenzo                                          |
| 13       | 2 octobre 2006 - 9 février 2007    | Rithy Panh         | Antonio Campos, Natacha Feola, Babak Jalali, Sebastian Lelio, Alexis Dos Santos, Fien Troch                                      |
| 14       | 1er mars 2007 - 17 juillet 2007    | Laurent Cantet     | Rusudan Chkonia, Pelin Esmer, Mitra Farahani, Tan Chui Mui, Nadav Lapid, Milagros Mumenthaler                                    |
| 15       | 1er octobre 2007 - 15 février 2008 | Sébastien Lifshitz | Emilie Atef, Hagar Ben Asher, Barney Elliott, Xiaolu Guo, Rubén Imaz Castro, Pia Marais                                          |
| 16       | 3 mars 2008 - 15 juillet 2008      | Gilles Jacob       | Nikias Chryssos, Rebecca Daly, Manuel Nieto Zas, Adrian Sitaru, Francisco Vargas Quevedo, Yang Heng                              |
| 17       | 1er octobre 2008 - 15 février 2009 | Gilles Jacob       | Babak Amini, Anna Faur, Aaron Fernandez, Alejandro Landes, Liew Seng Tat, Robin Weng                                             |
| 18       | 2 mars 2009 - 15 juillet 2009      | Gilles Jacob       | Andreas Bolm, Julio Hernández Cordón, Yula Gidron, Rafael Kapelinski, Esteban Larrain, Martin Turk                               |
| 19       | 1er octobre 2009 - 15 février 2010 | Gilles Jacob       | Paz Fabrega, Oliver Hermanus, Bani Khoshnoudi, Andrew Legge, Ioana Uricaru, Zhang Yue                                            |
| 20       | 1er mars 2010 - 15 juillet 2010    | Gilles Jacob       | Daniel Joseph Borgman, Michel Franco, Cristián Jiménez, Yaelle Kayam, Franco Lolli, Dominga Sotomayor                            |
| 21       | 1er octobre 2010 - 11 février 2011 | Gilles Jacob       | Chika Anadu, Fernando Guzzoni, Ronin Hsu, Rubén Mendoza, Oscar Ruiz Navia, Shahrabanoo Sadat                                     |
| 22       | 1er mars 2011 - 15 juillet 2011    | Gilles Jacob       | Sivaroj Kongsakul, Julia Kozyreva, David Nawrath, László Nemes, Pramote Sangsorn, Bohdana Smyrnova                               |
| 23       | 3 octobre 2011 - 15 février 2012   | Gilles Jacob       | Marí Alessandrini, René Ballesteros, Etienne Kallos, Mariko Saga, Christopher Murray, Felipe Sholl                               |
| 24       | 1er mars 2012 - 15 juillet 2012    | Gilles Jacob       | Jairo Boisier Olave, Alireza Khatami, Juliana Rojas, Jéro Yun, Pasquale Marino, Simon Jaikiriuma Paetau                          |
| 25       | 1er octobre 2012 - 15 février 2013 | Gilles Jacob       | Kamila Andini, Laura Astorga, Aygul Bakanova, Marina Meliande, Sanjeewa Pushpakumara, Jordan Schiele                             |
| 26       | 1er mars 2013 - 15 juillet 2013    | Gilles Jacob       | Fyzal Boulifa, Mahdi Fleifel, Rungano Nyoni, Adrián Saba, William Vega, Géraldine Zosso                                          |
| 27       | 1er octobre 2013 - 15 février 2014 | Gilles Jacob       | Giacomo Abbruzzese, Natalia Almada, Panayotis Christopoulos, Susan Gordanshekan, Hicham Lasri, Ma'ayan Rypp                      |
| 28       | 3 mars 2014 - 15 juillet 2014      | Gilles Jacob       | Caetano Gotardo, Gudmundur Gudmudsson, Sam Holst, Marcelo Martinessi, Marcela Saïd, Katarina Stankovic                           |
| 29       | 1er octobre 2014 - 15 février 2015 | Gilles Jacob       | Alejandro Fadel, Damian John Harper, Hannaleena Hauru, Karim Moussaoui, Ruthy Pribar, Flora Lau                                  |
| 30       | 2 mars 2015 - 15 juillet 2015      | Gilles Jacob       | Khadar Ahmed, Jonas Carpignano, Una Gunjak, Serhat Karaaslan, Gábor Reisz, Ernesto Villalobos                                    |
| 31       | 1er octobre 2015 - 15 février 2016 | Gilles Jacob       | Duccio Chiarini, Maya Da-Rin, Georgis Grigorakis, Zhou Hao, Déa Kulumbegashvili, Sebastián Schjaer                               |
| 32       | 1er mars 2016 - 15 juillet 2016    | Gilles Jacob       | Ali Asgari, Nuno Baltazar, Federico Cecchetti, Omar El Zohairy, Gregorio Graziosi, Ivan Ikić                                     |
| 33       | 3 octobre 2016 - 15 février 2017   | Gilles Jacob       | Lukas Dhont, Cenk Erturk, Takeshi Fukunaga, Zeno Graton, Caroline Monnet, Mees Peijnenburg                                       |
| 34       | 1er mars 2017 - 15 juillet 2017    | Gilles Jacob       | Rati Tsiteladze, João Paulo Miranda Maria, Qiu Yang, Myrsini Aristidou, Carlo Sironi, Anwar Boulifa                              |
| 35       | 2 octobre 2017 - 15 février 2018   | Gilles Jacob       | Mounia Akl, Antoneta Alamat Kusijanovic, Sharon Angelhart, Juan Sebastian Mesa, Teodora Ana Mihai, Kavich Neang[réf. nécessaire] |
| 36       | 1er mars 2018 - 15 juillet 2018    | Gilles Jacob       | Mounia Akl, Antoneta Alamat Kusijanovic, Sharon Angelhart, Juan Sebastian Mesa, Teodora Ana Mihai, Kavich Neang[réf. nécessaire] |
| 37       | 1er octobre 2018 - 15 février 2019 | Gilles Jacob       | Machérie Ekwa, Elena Lopez Riera, Marian Mathias, George Sikarulidze, Carla Simon, Tommaso Usberti                               |
| 38       | 1er mars 2019 - 15 juillet 2019    | Gilles Jacob       | Aboozar Amini, Alvaro Aponte-Centeno, Diego Céspedes, Alireza Ghasemi, Dmytro Sukholytkyy-Sobchuk, Vinko Tomicic                 |

## L'Atelier
En 2005, le Festival de Cannes confie à la Cinéfondation la mission d'organiser L'Atelier, nouvelle étape de son action en faveur de la création. L'Atelier sélectionne chaque année à travers le monde une quinzaine de projets de longs métrages et invite leurs réalisateurs à Cannes pour les mettre en contact avec des professionnels.
Les cinéastes sont sélectionnés sur la qualité de leur projet et celle de leurs précédents films, ainsi que sur l'état d'avancement de leur plan de financement. Ils pourront ainsi accéder à un financement international et accélérer leur passage à la réalisation.
Pour aider les cinéastes sélectionnés, L'Atelier a pour mission d'organiser des rendez-vous individuels avec des producteurs, des distributeurs et des fonds d'aides pour compléter les éventuels accords déjà obtenus. Les rendez-vous de L'Atelier se déroulent au Pavillon de L'Atelier, situé au Village international-Pantiero.